# Super League 2025 (Sri Lanka)
La Super League 2025 è stata la 37ª edizione della massima serie del campionato di calcio dello Sri Lanka. La stagione è iniziata il 15 giugno 2025 ed è terminata il 27 luglio 2025. La squadra campione in carica era il Matara City, che ha vinto il suo primo titolo nazionale nell'edizione 2022-2023.
Il campionato è stato vinto dal Renown, al suo sesto successo nella competizione.

## Stagione

### Formula
Le 8 squadre partecipanti sono divise in due gironi, ognuno da 4 squadre che giocano con partite di sola andata, per un totale di tre giornate. 
Al termine di esse, le prime due classificate di ogni girone si qualificano per il gruppo scudetto, un ulteriore girone da 4 squadre che giocano andata e ritorno, per un totale di 6 ulteriori giornate. La prima classificata è campione dello Sri Lanka. Non sono previste retrocessioni.

## Stagione regolare

### Girone A
|  | Pos. | Squadra           | Pt | G | V | N | P | GF | GS | DR |
|  | ---- | ----------------- | -- | - | - | - | - | -- | -- | -- |
|  | 1.   | Saunders          | 9  | 3 | 3 | 0 | 0 | 8  | 2  | +6 |
|  | 2.   | Maligawatte Youth | 4  | 3 | 1 | 1 | 1 | 5  | 3  | +2 |
|  | 3.   | New Star          | 3  | 3 | 1 | 0 | 2 | 4  | 8  | -4 |
|  | 4.   | Blue Star         | 1  | 3 | 0 | 1 | 2 | 2  | 6  | -4 |

Legenda:
      Ammesse al Gruppo scudetto
Note:

Tre punti a vittoria, uno a pareggio, zero a sconfitta.
In caso di arrivo di due o più squadre a pari punti, la graduatoria verrà stilata secondo la classifica avulsa tra le squadre interessate che prevede, in ordine, i seguenti criteri:
- Punti generali
- Differenza reti generale
- Reti realizzate in generale
- Partite vinte in generale
- Partite vinte in trasferta
- Punti negli scontri diretti
- Differenza reti negli scontri diretti
- Differenza reti generale
- Sorteggio

### Girone B
|  | Pos. | Squadra      | Pt | G | V | N | P | GF | GS | DR  |
|  | ---- | ------------ | -- | - | - | - | - | -- | -- | --- |
|  | 1.   | Renown       | 6  | 3 | 2 | 0 | 1 | 11 | 3  | +8  |
|  | 2.   | Java Lane    | 6  | 3 | 2 | 0 | 1 | 6  | 5  | +1  |
|  | 3.   | Red Star     | 6  | 3 | 2 | 0 | 1 | 4  | 3  | +1  |
|  | 4.   | Moragasmulla | 0  | 3 | 0 | 0 | 3 | 4  | 14 | -10 |

Legenda:
      Ammesse al Gruppo scudetto
Note:

Tre punti a vittoria, uno a pareggio, zero a sconfitta.
In caso di arrivo di due o più squadre a pari punti, la graduatoria verrà stilata secondo la classifica avulsa tra le squadre interessate che prevede, in ordine, i seguenti criteri:
- Punti generali
- Differenza reti generale
- Reti realizzate in generale
- Partite vinte in generale
- Partite vinte in trasferta
- Punti negli scontri diretti
- Differenza reti negli scontri diretti
- Differenza reti generale
- Sorteggio

## Play-off
|  | Semifinali | Semifinali        | Semifinali |          |        | Finale | Finale | Finale |  |
|  |            |                   |            |          |        |        |        |        |  |
|  | B1         | Renown            | w          |          |        |        |        |        |  |
|  | B1         | Renown            | w          |          |        |        |        |        |  |
|  | A2         | Maligawatte Youth | /o         |          |        |        |        |        |  |
|  | A2         | Maligawatte Youth | /o         |          | Renown | Renown | 4      |        |  |
|  |            |                   |            |          | Renown | Renown | 4      |        |  |
|  |            |                   | Saunders   | Saunders | 2      |        |        |        |  |
|  | A1         | Saunders          | Saunders   | Saunders | 2      | 5      |        |        |  |
|  | A1         | Saunders          |            |          |        |        |        |        |  |
|  | B2         | Java Lane         | 0          |          |        |        |        |        |  |